# Jorge Vilaplana Carbonell
Jorge Vilaplana Carbonell (Alcoy, siglo XIX-siglo XX) fue un maestro de obras valenciano de estilo ecléctico. 

## Biografía
Realizó diversas obras arquitectónicas en Alcoy, la mayoría de estilo ecléctico. Tal vez su obra más destacada es el edificio en avenida País Valencià 30 de Alcoy, de estilo modernista que data del año 1911, en donde reproduce de forma simétrica la distribución de la fachada de la Casa Laporta.
Realizó la construcción de varios panteones en el cementerio de Alcoy de indudable valor arquitectónico.

## Obras
Relación de obras por orden cronológico:
- Edificio en la plaza de España número 15, en Alcoy (1887).[3]
- Vicaria del convento-asilo de las Hermanas de los Pobres, en calle el Camí número 44, en Alcoy. (1891).
- Panteón de Jaime Tort en el cementerio de Alcoy. Estilo ecléctico. (1895).
- Panteón de José Semper en el cementerio de Alcoy. Estilo neogótico. (1901).
- Edificio en avenida País Valencià 30 de Alcoy. Estilo modernista. (1911).